# Jurnee Smollett
Jurnee Diana Smolett é uma atriz e cantora estadunidense. Tendo começado sua carreira de atriz ainda criança, participando das sitcons Full House (Três é Demais) e On Our Own.
Durante a fase adulta a atriz ficou conhecida pelo seu papel de Letitia "Leti" Lewis na série da HBO, Lovecraft Country (2020), sendo indicada ao Emmy Award na categoria de Melhor Atriz em Série Dramática. E também por dar vida a Canário Negro no filme Aves de Rapina (2020), filme estrelado por Margot Robbie e dirigido por Cathy Yan.
Em 2022 a atriz estrelou o filme de ficção cientifica Spidehead para a Netflix.